# マルコム・プレイフェア・アンダーソン
マルコム・プレイフェア・アンダーソン（Malcolm Playfair Anderson、1879年4月6日 - 1919年2月21日）は、アメリカ合衆国の鳥獣標本採集家。

## 人物
1879年4月6日、アメリカ合衆国インディアナ州アービントン(Irvington)に生まれる。
採集した鳥獣標本をオールドフィールド・トーマス（ロンドン自然史博物館の哺乳類部門に勤め、2000以上の新種及び新亜種を初めて記録した）たちに送った。
父親はMelville Best Anderson。両親はともに教員で、父親はマルコムが生まれた時にはバトラー大学(Butler University)の教授であった。12歳から14歳の間、マルコムはドイツの学校にいて、家族（母親、兄、ふたりの弟）とともに生活したが、このことが彼の教育上になにがしかの貢献をしたと考えられる。
その後、父親はスタンフォード大学英文学の教員に招聘され、マルコムは合衆国に戻った。そこでマルコムに影響を与えた教師達は、Miss Irene Hardy、Mr. Frank Cramer、Mr. J. O. Snyder(後に教授)であった。その後、スタンフォード大学で動物学のコースに進み、1904年に同大学学士の学位を得た。14歳の時から鳥獣採集隊のメンバーとなり、若年の時からRay Lyman Wilbur、Dane Coolidge、W. W. Priceといった人たちから友誼と好機を得た。1904年に、ロンドン動物学協会(the London Zoological Society) から東亜動物学探検隊(the Duke of Bedford's Exploration of Eastern Asia)に選ばれ、日本、済州島、中国などの鳥獣採集に従事した。1905年1月7日、愛知県大府市での捕獲では「水田でまた普通のマウスしかとれなかったので、明日は奈良に行こうと決めた」。1905年1月11日に奈良を発ったマルコムは奈良県桜井市を経由して1月13日に鷲家口に到着した。マルコムが国内絶滅したニホンオオカミ最後の標本を鷲家口で入手したのは1905年1月23日であった。1906年(明治39年)9月、千島からの採集旅行の帰途に函館で通訳として働いていた折居彪二郎と会合し、折居を助手として雇い入れて翌10月に日本各地や朝鮮半島中央部の採集旅行に同行させる(苫小牧市 1989)。マルコムの弟のひとりRobert van Vleck Andersonはスタンフォード大学で地質学を専攻しており、マルコムとともに四国、九州、種子島、屋久島、隠岐などを旅行して動物の化石を集めたり、幾多の地質学的観察をした(市川三喜 1956)。
1919年2月21日にオークランドのムーア造船所(Moore's Shipyard)で足場から落下して死去した。造船所で働いていたのは、欧州大戦中にみずから進んで造船所の労働に応募し、足場からの落下事故に遭遇したのである。40歳没(市川三喜 1956)。